# Chiesa di San Pancrazio (Corzano)
La chiesa di San Pancrazio è un luogo di culto cattolico di Bargnano, frazione del comune italiano di Corzano, in provincia e diocesi di Brescia. Sede parrocchiale, fa parte della zona pastorale della Bassa Occidentale. 

## Storia
Le più antiche testimonianze sulla chiesa del borgo di Bargnano risalgono al 1470, quando la famiglia dei Bargnani fece costruire un nuovo luogo di culto nei pressi del castello, ottenendone il giuspatronato. 
Nel corso del XVI secolo questo edificio acquisì i benefici delle chiese dedicate ai santi Faustino e Giovita e a san Giovanni Battista (l'antica parrocchiale). La parrocchia, detta dei Santi Giovanni Battista, Faustino e Giovita, fu visitata nel 1540 da Annibale Garonio.
La chiesa di San Pancrazio sorge dove era presente quella dei santi Faustino e Giovita. Nel 1572 fu visitata dal vescovo Domenico Grimani, il quale documenta la presenza di due altari laterali, dedicati alla Vergine e a san Rocco. 
I bargnani, nel 1742, decisero la ricostruzione dell'edificio, che fu successivamente decorato. Nel 1813 il vescovo Gabrio Maria Nava, in visita a Bargnano, registra l'avvenuta realizzazione della pala dell'altare maggiore e di un dipinto destinato all'altare della Madonna del Rosario, e cita inoltre la presenza di un ulteriore altare, dedicato a sant'Antonio.
Nel 1891 la chiesa, fino ad allora dedicata ai santi Giovanni Battista, Faustino e Giovita, fu re-intitolata a san Pancrazio. In essa era segnalata la presenza di due altari, dedicati alla Madonna del Rosario e a san Rocco, poi dal 1903 dedicato al Sacro Cuore di Gesù. L'edificio fu quindi consacrato nel 1907, mentre nei due anni successivi fu decorata da Giuseppe e Vittorio Trainini.
Nel 1959 la chiesa fu restaurata e ne fu sostituita la pavimentazione. L'8 novembre 1958 l'allora vescovo ausiliare di Brescia Bozzetti riconsacrò l'edificio. 
Negli anni '70, secondo quanto stabilito dal Concilio Vaticano II, furono rimosse le balaustre e fu aggiunta una mensa eucaristica rivolta al popolo, ricavandola da quella presente sull'altare maggiore. L'edificio fu nuovamente restaurato tra il 2013 e il 2014.

## Descrizione

### Esterno
La chiesa, orientata sull'asse est-ovest, presenta un corpo centrale rettangolare, affiancato da cappelle e concluso sul lato orientale dal presbiterio.
La facciata, a doppio registro, è suddivisa da una trabeazione aggettante. Entrambi i registri sono scanditi da quattro lesene (di ordine tuscanico in quello inferiore, di ordine ionico nel superiore), che tripartiscono lo spazio ed inquadrano, al centro, il portale inferiormente (decorato da un cornicione lapideo sormontato da un architrave aggettante) e il finestrone dall'andamento mistilineo superiormente. La facciata presenta in sommità un frontone ad arco ribassato, coronato al centro da una croce metallica.
Sul lato orientale dell'edificio, addossato al presbiterio, si innalza il campanile, a base quadrata. Esso è concluso superiormente da una guglia a base quadrata.

### Interno
L'aula è a navata unica, accompagnata da due cappelle laterali e chiusa dal presbiterio, di pianta rettangolare. Le mura interne sono scandite da lesene composite su cui s'innesta un cornicione aggettante, su cui si impostano la volta a botte (ritmata da membrature) nella navata, volta a vela sopra il presbiterio.
L'edificio, oltre all'altare maggiore, presenta due altari laterali, disposti nelle due cappelle che affiancano la navata. L'altare di sinistra, dedicato alla Madonna del Rosario, fu trasportato a Bargnano dalla chiesa di Santa Giulia a Brescia nel 1813, mentre l'altare di destra, intitolato a san Rocco fino al 1903 e poi al Sacro Cuore di Gesù, fu acquistato a Castenedolo nel 1867, in seguito ad un voto fatto durante una epidemia di colera. Quest'ultimo è arricchito di marmi e statue.
La zona presbiterale è leggermente rialzata rispetto al piano dell'aula ed è arricchita dall'altare maggiore, il quale è decorato da intarsi presenta una pala raffigurante il Battesimo di Gesù e i Santi Francesco di Assisi e Apolonia, attribuita ad Antonio Gandino.